# Zrzeszenie Inteligencji Ludowej i Przyjaciół Wsi
Zrzeszenie Inteligencji Ludowej i Przyjaciół Wsi – organizacja społeczna skupiająca inteligencję pochodzenia chłopskiego. Projekt utworzenia Związku Polskiej Inteligencji Ludowej został wysunięty przez Franciszka Bujaka w 1932 r. Ponieważ władze sanacyjne uniemożliwiały rejestrację w końcu 1936 r. powstał Komitet Organizacyjny ZILiPW jako wspólna inicjatywa umiarkowanego skrzydła sanacji i działaczy ludowych (gen. Andrzej Galica, ks. Jan Humpola, płk Maksymilian Kamski, dr Jan Oleksy, mjr Wiktor Kaliciński, Antoni Zachemski, Jan Gałdyn, Wincenty Bryja). Zrzeszenie zostało zarejestrowane w marcu 1937 r. i początkowo pozostawało na orbicie wpływów obozu sanacyjnego. W maju 1938 r. zjazd ZILPW prezesem wybrał prof. Franciszka Bujaka, a w listopadzie Galica został usunięty z władz Zrzeszenia. Pod nowym kierownictwem ZILPW zbliżyło się do Stronnictwa Ludowego. Organem Zrzeszenia było pismo „Zagon” (F. Bujak, Kazimierz Bauda, Wincenty Bryja, Stefan Buczkowski, Tadeusz Gołębiewski, Marian Grzejdziak, Stefan Inglot, Stefan Kopacz, Erazm Kostołowski, Tomasz Kuźniarz, Stefan Kramsztyk, Stanisław Michalski, Paweł Opałko, Franciszek Sarnek, Józef Wojtyna oraz Jakub Zachemski). 
W czasie okupacji hitlerowskiej działacze ZILiPW utworzyli Związek Pracy Ludowej „Orka”.